# Stentjärnen (Norra Finnskoga socken, Värmland)
Stentjärnen är en sjö i Torsby kommun i Värmland och ingår i Göta älvs huvudavrinningsområde.